# Askham Bryan
Askham Bryan – wieś w Anglii, w hrabstwie ceremonialnym North Yorkshire, w dystrykcie (unitary authority) York. Leży 7 km na południowy zachód od miasta York i 277 km na północ od Londynu. Miejscowość liczy 582 mieszkańców.